# Chen Wei
Chen Wei (chinesisch 陈伟, Pinyin Chén Wěi, * 19. Juni 1977) ist ein ehemaliger chinesischer Badmintonspieler.

## Karriere
Chen Wei gewann die Hong Kong Open 1999 im Herreneinzel. Bei den China Open 1997 wurde er Fünfter. Ebenfalls Fünfter wurde er bei der Badminton-Asienmeisterschaft des gleichen Jahres im Herrendoppel mit Xia Xuanze. Bei den Scottish Open 1996 stand er im Finale des Doppels. Im Achtelfinale der Swedish Open 1999 unterlag er im Einzel gegen Taufik Hidayat. Ins Viertelfinale schaffte er es bei den Thailand Open 1999 ebenso wie bei den Badminton-Asienmeisterschaft des gleichen Jahres. Bei den Mongolia International stand er 2005 noch einmal im Finale.

## Sportliche Erfolge
| Saison | Veranstaltung                | Disziplin    | Platz | Name                  |
| ------ | ---------------------------- | ------------ | ----- | --------------------- |
| 1996   | Scottish Open                | Herrendoppel | 2     | Chen Wei / Ji Xinpeng |
| 1997   | Badminton-Asienmeisterschaft | Herrendoppel | 5     | Chen Wei / Xia Xuanze |
| 1997   | China Open                   | Herreneinzel | 5     | Chen Wei              |
| 1999   | Thailand Open                | Herreneinzel | 5     | Chen Wei              |
| 1999   | Hong Kong Open               | Herreneinzel | 1     | Chen Wei              |
| 1999   | Badminton-Asienmeisterschaft | Herreneinzel | 5     | Chen Wei              |
| 2005   | Mongolia International       | Herreneinzel | 2     | Chen Wei              |